# Coppa di Liberia
La Coppa di Liberia (in inglese Liberian Cup) è una competizione calcistica a cui partecipano le squadre liberiane. È organizzata dalla LFA, la federcalcio nazionale.

## Albo d'oro
| Stagione  | Campione              | Risultato        | Finalista            |
| --------- | --------------------- | ---------------- | -------------------- |
| 1974      | Mighty Barrolle       |                  |                      |
| 1975      | non disputata         |                  |                      |
| 1976      | Cedar United          |                  |                      |
| 1977      | Cedar United          |                  |                      |
| 1978      | Mighty Barrolle       |                  |                      |
| 1979      | non disputata         |                  |                      |
| 1980      | non disputata         |                  |                      |
| 1981      | Mighty Barrolle       |                  |                      |
| 1982      | Saint Joseph Warriors |                  |                      |
| 1983      | Mighty Barrolle       |                  |                      |
| 1984      | Mighty Barrolle       |                  |                      |
| 1985      | Mighty Barrolle       |                  |                      |
| 1986      | Mighty Barrolle       |                  |                      |
| 1987      | Invincible Eleven     |                  |                      |
| 1988      | LPRC Oilers           |                  |                      |
| 1989      | LPRC Oilers           |                  |                      |
| 1990      | non disputata         |                  |                      |
| 1991      | Invincible Eleven     |                  |                      |
| 1992      | NPA Anchors           | 3-1              | Invincible Eleven    |
| 1993      | LPRC Oilers           |                  |                      |
| 1994      | NPA Anchors           |                  |                      |
| 1995      | Mighty Barrolle       |                  |                      |
| 1996      | Junior Professional   |                  |                      |
| 1997      | Invincible Eleven     |                  |                      |
| 1998      | Invincible Eleven     | 1-2 1-0          | Junior Professional  |
| 1999      | LPRC Oilers           |                  |                      |
| 2000      | LPRC Oilers           |                  |                      |
| 2000-2001 | sconosciuto           |                  |                      |
| 2002      | Mighty Blue Angels    | bt               | Mark Professionals   |
| 2003      | LISCR                 |                  |                      |
| 2004      | LISCR                 | 2-0              | Bassa Defender       |
| 2005      | LPRC Oilers           |                  |                      |
| 2006      | NPA Anchors           | 2-2 (3-2 d.t.r.) | Mighty Barrolle      |
| 2007      | Saint Joseph Warriors | bt               | LISCR                |
| 2008      | Black Star            | 4-1              | Mighty Barrolle      |
| 2009      | BYC                   | 1-0              | LPRC Oilers          |
| 2010-2011 | Aries                 | 4-3              | Black Star           |
| 2011      | Invincible Eleven     | 1-0              | BYC                  |
| 2012      | BYC II                | 1-0              | Watanga              |
| 2013      | BYC                   | 6-0              | Red Lions            |
| 2013-2014 | Fassell               | 1-0              | NPA Anchors          |
| 2015      | BYC II                | 0-0 (3-2 d.t.r.) | Monrovia C.B.        |
| 2016      | Monrovia C.B.         | 2-0 (a tav.)     | Mighty Barrolle      |
| 2016-2017 | LISCR                 | 3-0              | ELWA United          |
| 2018      | BYC                   | 4-0              | LISCR                |
| 2019      | LISCR                 | 2-0              | BYC                  |
| 2019-2020 | sospesa               |                  |                      |
| 2020-2021 | Monrovia C.B.         | 2-1              | Watanga              |
| 2021-2022 | LISCR                 | 2-2 (4-2 d.t.r.) | Template:Calcio Tony |
| 2022-2023 | LISCR                 | 2-0              | Watanga              |
| 2023-2024 | Paynesville           | 1-0              | Invincible Eleven    |

## Vittorie per squadra
| Club                  | Città    | Vittorie | Stagioni                                       |
| --------------------- | -------- | -------- | ---------------------------------------------- |
| Mighty Barrolle       | Monrovia | 8        | 1974, 1978, 1981, 1983, 1984, 1985, 1986, 1995 |
| LPRC Oilers           | Monrovia | 6        | 1988, 1989, 1993, 1999, 2000, 2005             |
| LISCR                 | Monrovia | 6        | 2003, 2004, 2017, 2019, 2022, 2023             |
| Invincible Eleven     | Monrovia | 5        | 1987, 1991, 1997, 1998, 2011                   |
| BYC                   | Monrovia | 3        | 2009, 2013, 2018                               |
| NPA Anchors           | Monrovia | 3        | 1992, 1994, 2006                               |
| Cedar United          | Monrovia | 2        | 1976, 1977                                     |
| Saint Joseph Warriors | Monrovia | 2        | 1982, 2007                                     |
| BYC II                | Monrovia | 2        | 2012, 2015                                     |
| Monrovia C.B.         | Monrovia | 2        | 2016, 2021                                     |
| Aries                 | Monrovia | 1        | 2010                                           |
| Black Star            | Monrovia | 1        | 2008                                           |
| Junior Professional   | Monrovia | 1        | 1996                                           |
| Mighty Blue Angels    | Monrovia | 1        | 2002                                           |
| Fassell               | Monrovia | 1        | 2014                                           |
| Paynesville           | Monrovia | 1        | 2024                                           |